# Ferguson Research

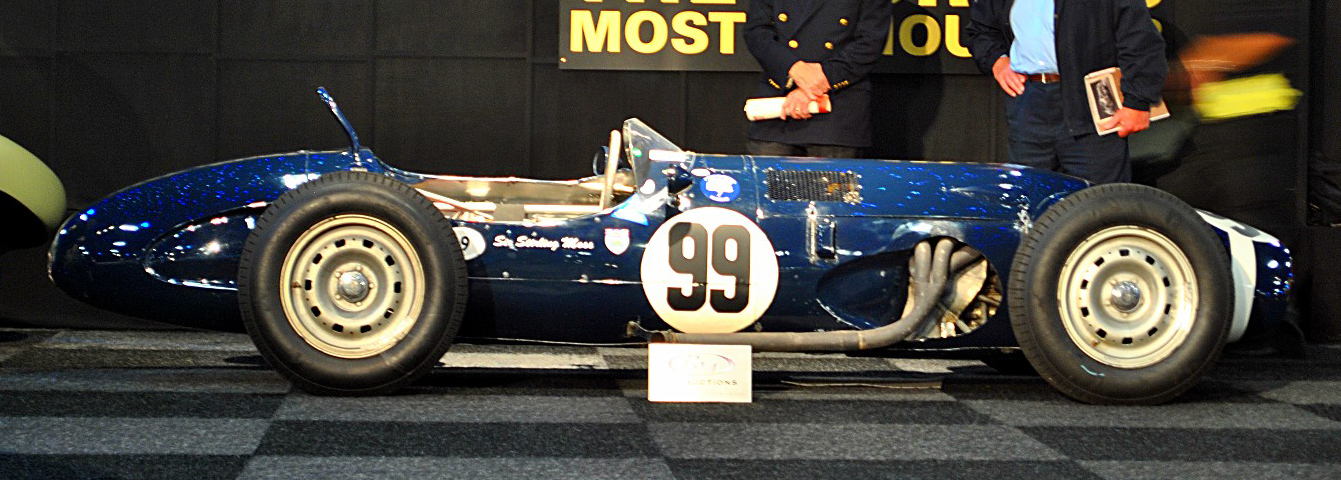
Ferguson P99 F1.

Harry Ferguson Research Limited var en brittisk formelbilstillverkare.

## Historik
Harry Ferguson, mannen bakom Ferguson-traktorn, var delägare i traktortillverkaren Massey-Ferguson. Under 1950-talet involverades han i Tony Rolts arbete med fyrhjulsdrift för bilar och 1959 grundade Ferguson och Rolt företaget Ferguson Research Ltd. Som ett led i marknadsföringen byggdes formel 1-bilen Ferguson P99 till säsongen 1961, med företagets fyrhjulsdrift och motor från Coventry Climax. Bilen kördes av R R C Walker Racing Team och vann International Gold Cup på Oulton Park, utanför världsmästerskapet. Bilen deltog bara i ett VM-lopp, i Storbritannien 1961.
Efter Harry Fergusons bortgång fortsatte Rolt att utveckla företaget och byggde bland annat en formelbil för amerikanska USAC Indycar-serien. 1966 började Jensen Motors bygga en variant av sin Interceptor-modell med Fergusons fyrhjulsdrift. Under 1969 byggde flera formel 1-stall, som Matra, Lotus och McLaren, prototyper med Fergusons fyrhjulsdrift.
I början av 1970-talet avvecklade Rolt Ferguson Research Ltd och startade istället ett nytt företag med namnet FF Developments.

## F1-säsonger

### Andra stall
| Stall                    | Säsong | Konstruktör     | Antal lopp |
| ------------------------ | ------ | --------------- | ---------- |
| R R C Walker Racing Team | 1961   | Ferguson-Climax | 1          |